# Serviciul de informare pentru tineret din Kazahstan
Serviciul de informare pentru tineret din Kazahstan (în kazahă Қазақстан жастар ақпараттық қызметі) este o organizație non-profit care unește tineri inițiatori ce depun eforturi pentru a contribui cu cunoștințele, energia și intelectul lor la dezvoltarea și prosperitatea Kazahstanului.
Serviciul de Informare pentru Tineret a fost organizat de tineri cetățeni kazahi, studenți ai instituțiilor de învățământ superior, în iulie 1998, în Almatî.
Serviciul are filiale și birouri de reprezentare în 9 regiuni ale Kazahstanului: Almatî, Astana, Karaganda, Taraz, Oral, Shymkent, Qyzylorda, Semeı, Kókshetaú.

## Misiune
Dezvoltarea inițiativelor civice în rândul tineretului kazah prin educație, schimb de informații și cooperare între organizațiile de tineret și tineri, precum și implicarea acestora în activitatea socială.

## Principii
Mobilizarea tuturor resurselor interne naționale pentru dezvoltarea țării necesită formarea unui sistem eficient de politici pentru tineret. Este necesar să se creeze mecanisme pentru investițiile interne în sectorul social al țării, astfel încât orice cetățean să poată contribui cu expertiza, energia și inovațiile sale la dezvoltarea Kazahstanului. În prezent, este necesar să se construiască un sistem de educație și progres pentru a forma manageri publici de nouă generație care să corespundă cerințelor noului secol. În prezent, când cunoștințele și inovația sunt extrem de valoroase, tineretul trebuie să fie principala resursă strategică pentru prosperitatea țării.

## Activități principale
- Proiecte sociale
  - Campanii de influențare
  - Lobbying
  - Educație civică
  - Caritate
- Programe de informare
  - Monitorizare media
  - Crearea și întreținerea bazelor de date
  - Realizarea de evaluări
  - Media și site-uri web pentru tineret
- Programe educaționale
  - Seminarii de formare
  - Traininguri și ateliere
  - Ateliere și școli
  - Asistență în dezvoltarea mișcării de voluntariat
- Evenimente pentru tineret[2]
  - Mese rotunde
  - Forumuri și discuții[3]
  - Promoții și campanii
- Cercetare și expertiză